# Lucas Harari
Lucas Harari, né à Paris en 1990, est un auteur français de bande dessinée.
Il étudie d'abord l'architecture puis s'inscrit aux Arts décoratifs de Paris en section Image imprimée.
Il est le petit-fils de l'acteur Clément Harari et le frère du directeur de la photographie Tom Harari et du réalisateur Arthur Harari.

## Publications
- Lucas Harari, L’Aimant, éditions Sarbacane, 27 août 2017, 152 p. (ISBN 9782848659862)
- Lucas Harari, La dernière rose de l'été, éditions Sarbacane, 26 août 2020, 192 p. (ISBN 9782377314768)
- Lucas Harari, Nachave, éditions Martin de Halleux, 6 octobre 2022, 32 p. (ISBN 978-2490393282)
- Lucas Harari et Arthur Harari, Le cas David Zimmerman, éditions Sarbacane, novembre 2024, 360 p. (ISBN 9782377319817)